# Polańczyki
Polańczyki (Nemosiinae) – podrodzina ptaków z rodziny tanagrowatych (Thraupidae).

## Występowanie
Podrodzina obejmuje gatunki występujące w Ameryce Południowej.

## Systematyka
Do podrodziny należą następujące rodzaje:
- Cyanicterus – jedynym przedstawicielem jest Cyanicterus cyanicterus – modrotanager
- Nemosia
- Compsothraupis – jedynym przedstawicielem jest Compsothraupis loricata – katingowczyk
- Sericossypha – jedynym przedstawicielem jest Sericossypha albocristata – śnieżnogłowik